# MLS Best XI
MLS Best XI – najlepsza jedenastka sezonu w Major League Soccer – piłkarskiej lidze amerykańskiej, plebiscyt ten odbywa się od roku 1996.

## Poszczególne jedenastki
Pogrubioną czcionką zaznaczono piłkarzy, którzy w danym sezonie zdobywali nagrodę MVP ligi.
| Rok  | Bramkarz                            | Obrońcy | Pomocnicy | Napastnicy                                                                                                 |
| ---- | ----------------------------------- | --- | --- | --- |
| 1996 | Mark Dodd, Dallas                   | Leonel Alvarez, Dallas John Doyle, San Jose Robin Fraser, Los Angeles                                             | Mauricio Cienfuegos, Los Angeles Roberto Donadoni, New York Red Bulls Marco Etcheverry, D.C. United Preki, Sporting Kansas City Carlos Valderrama, Tampa Bay | Eduardo Hurtado, Los Angeles Roy Lassiter, Tampa Bay                                                       |
| 1997 | Brad Friedel, Columbus              | Jeff Agoos, D.C. United Thomas Dooley, Columbus Richard Gough, Sporting Kansas City Eddie Pope, D.C. United       | Mark Chung, Sporting Kansas City Marco Etcheverry, D.C. United Preki, Sporting Kansas City Carlos Valderrama, Tampa Bay                                      | Ronald Cerritos, San Jose Jaime Moreno, D.C. United                                                        |
| 1998 | Zach Thornton, Chicago              | Thomas Dooley, Columbus Robin Fraser, Los Angeles Luboš Kubík, Chicago Eddie Pope, D.C. United                    | Chris Armas, Chicago Mauricio Cienfuegos, Los Angeles Marco Etcheverry, D.C. United Piotr Nowak, Chicago                                                     | Stern John, Columbus Cobi Jones, Los Angeles                                                               |
| 1999 | Kevin Hartman, Los Angeles          | Jeff Agoos, D.C. United Robin Fraser, Los Angeles Luboš Kubík, Chicago                                            | Chris Armas, Chicago Mauricio Cienfuegos, Los Angeles Marco Etcheverry, D.C. United Eddie Lewis, San Jose Steve Ralston, Tampa Bay                           | Jaime Moreno, D.C. United Jason Kreis, Dallas                                                              |
| 2000 | Tony Meola, Sporting Kansas City    | Robin Fraser, Los Angeles Greg Vanney, Los Angeles Peter Vermes, Sporting Kansas City                             | Chris Armas, Chicago Piotr Nowak, Chicago Steve Ralston, Tampa Bay Christo Stoiczkow, Chicago Carlos Valderrama, Tampa Bay                                   | Mamadou Diallo, Tampa Bay Clint Mathis, New York Red Bulls                                                 |
| 2001 | Tim Howard, New York Red Bulls      | Jeff Agoos, San Jose Carlos Llamosa, Miami Pablo Mastroeni, Miami Greg Vanney, Los Angeles                        | Chris Armas, Chicago Piotr Nowak, Chicago Preki, Miami | Alex Pineda Chacón, Miami Diego Serna, Miami John Spencer, Colorado                                        |
| 2002 | Tim Howard, New York Red Bulls      | Stu Bennett, San Jose Carlos Bocanegra, Chicago Alexi Lalas, Los Angeles                                          | Mark Chung, Colorado Ronnie Ekelund, San Jose Óscar Pareja, Dallas Steve Ralston, New England                                                                | Jeff Cunningham, Columbus Carlos Ruiz, Los Angeles Taylor Twellman, New England                            |
| 2003 | Pat Onstad, San Jose                | Carlos Bocanegra, Chicago Ryan Nelsen, D.C. United Eddie Pope, New York Red Bulls                                 | Chris Armas, Chicago DaMarcus Beasley, Chicago Mark Chung, Colorado Landon Donovan, San Jose Preki, Sporting Kansas City                                     | John Spencer, Colorado Ante Razov, Chicago                                                                 |
| 2004 | Joe Cannon, Colorado                | Jimmy Conrad, Sporting Kansas City Robin Fraser, Columbus Ryan Nelsen, D.C. United Eddie Pope, New York Red Bulls | Eddie Gaven, New York Red Bulls Amado Guevara, New York Red Bulls Ronnie O’Brien, Dallas Kerry Zavagnin, Sporting Kansas City                                | Brian Ching, San Jose Jaime Moreno, D.C. United                                                            |
| 2005 | Pat Onstad, San Jose                | Chris Albright, Los Angeles Danny Califf, San Jose Jimmy Conrad, Sporting Kansas City                             | Clint Dempsey, New England Dwayne De Rosario, San Jose Christian Gómez, D.C. United Shalrie Joseph, New England Ronnie O’Brien, Dallas                       | Jaime Moreno, D.C. United Taylor Twellman, New England                                                     |
| 2006 | Troy Perkins, D.C. United           | Bobby Boswell, D.C. United José Burciaga Jr., Sporting Kansas City Jimmy Conrad, Sporting Kansas City             | Ricardo Clark, Houston Clint Dempsey, New England Dwayne De Rosario, Houston Christian Gómez, D.C. United Justin Mapp, Chicago                               | Jeff Cunningham, Salt Lake Jaime Moreno, D.C. United                                                       |
| 2007 | Brad Guzan, CD Chivas USA           | Jonathan Bornstein, CD Chivas USA Michael Parkhurst, New England Eddie Robinson, Houston                          | Guillermo Barros Schelotto, Columbus Dwayne De Rosario, Houston Christian Gómez, D.C. United Shalrie Joseph, New England Ben Olsen, D.C. United              | Juan Pablo Angel, New York Luciano Emilio, D.C. United                                                     |
| 2008 | Jon Busch, Chicago                  | Jimmy Conrad, Sporting Kansas City Bakary Soumare, Chicago Chad Marshall, Columbus                                | Guillermo Barros Schelotto, Columbus Sacha Kljestan, CD Chivas USA Robbie Rogers, Columbus Shalrie Joseph, New England Cuauhtémoc Blanco, Chicago            | Landon Donovan, Los Angeles Kenny Cooper, Dallas                                                           |
| 2009 | Zach Thornton, CD Chivas USA        | Geoff Cameron, Houston Wilman Conde, Chicago Chad Marshall, Columbus                                              | Shalrie Joseph, New England Landon Donovan, Los Angeles Stuart Holden, Houston Freddie Ljungberg, Seattle Dwayne De Rosario, Toronto                         | Conor Casey, Colorado Jeff Cunningham, Dallas                                                              |
| 2010 | Donovan Ricketts, Los Angeles       | Nat Borchers, Salt Lake Omar Gonzalez, Los Angeles Jámison Olave, Salt Lake                                       | Dwayne De Rosario, Toronto Landon Donovan, Los Angeles David Ferreira, FC Dallas Sébastien Le Toux, Philadelphia Union Javier Morales, Salt Lake             | Edson Buddle, Los Angeles Chris Wondolowski, San Jose                                                      |
| 2011 | Kasey Keller, Seattle               | Todd Dunivant, Los Angeles Omar Gonzalez, Los Angeles Jámison Olave, Salt Lake                                    | David Beckham, Los Angeles Brad Davis, Houston Dwayne De Rosario, D.C. United Landon Donovan, Los Angeles Brek Shea, Dallas                                  | Thierry Henry, New York Red Bulls Chris Wondolowski, San Jose Earthquakes                                  |
| 2012 | Jimmy Nielsen, Sporting Kansas City | Víctor Bernárdez, San Jose Earthquakes Matt Besler, Sporting Kansas City Aurélien Collin, Sporting Kansas City    | Osvaldo Alonso, Seattle Landon Donovan, Los Angeles Galaxy Chris Pontius, D.C. United Graham Zusi, Sporting Kansas City                                      | Thierry Henry, New York Red Bulls Robbie Keane, Los Angeles Galaxy Chris Wondolowski, San Jose Earthquakes |

## Najwięcej zwycięstw w MLS Best XI
- Dwayne De Rosario, Landon Donovan: 6
- Robin Fraser, Jaime Moreno, Chris Armas: 5
- Eddie Pope, Preki, Marco Etcheverry, Jimmy Conrad, Shalrie Joseph: 4
- Jeff Agoos, Jeff Cunningham, Mauricio Cienfuegos, Christian Gómez, Piotr Nowak, Steve Ralston, Carlos Valderrama, Chris Wondolowski: 3

## Zwycięstwa według drużyn
- Los Angeles Galaxy: 27x
- D.C. United: 24x
- Chicago Fire: 21x
- KC Wizards/Sporting KC: 17x
- San Jose Clash/Earthquakes: 16x
- MetroStars/New York Red Bulls: 12x
- Columbus Crew: 11x
- Dallas Burn/FC Dallas: 10x
- New England Revolution: 10x
- Tampa Bay Mutiny: 8x
- CD Chivas USA: 7x
- Houston Dynamo:7x
- Colorado Rapids: 6x
- Miami Fusion: 6x
- Real Salt Lake: 5x
- Seattle Sounders FC: 3x
- Toronto FC: 2x
- Philadelphia Union: 1x